# Triệu Cao
Triệu Cao (chữ Hán: 趙高, trước 258/257 TCN - 207 TCN) là một nhân vật chính trị của triều đại nhà Tần, người có ảnh hưởng chính trị rất lớn trong giai đoạn cuối nhà Tần. Ông đã trải qua cả ba đời quân chủ nước Tần là Tần Thủy Hoàng, Tần Nhị Thế và Tần Tử Anh, nắm quyền hành rất lớn.
Triệu Cao nổi tiếng trong lịch sử bởi là một gian thần có ảnh hưởng rất lớn cục diện chính trị, cũng như qua 2 cuộc chính biến rất lớn là Chính biến Sa Khâu (沙丘之變) và Chính biến cung Vọng Ly (望夷宮之變). Ngoài ra, ông còn nổi tiếng với điển tích "Chỉ hươu thành ngựa" (指鹿為馬). Hình tượng Triệu Cao trong lịch sử thường được cho là một hoạn quan, tuy nhiên, một số nghiên cứu đã chỉ ra điều này là không có căn cứ thông qua sử liệu.

## Xuất thân
Theo Sử kí - Mông Điềm liệt truyện thì Triệu Cao là người thân xa của họ Triệu (tức là họ hàng trên 3 đời với Tần Thủy Hoàng). Triệu Cao có mấy anh em, đều sinh ở trong cung. Mẹ Triệu Cao bị tội chết, đời đời hèn kém. Vua Tần nghe nói Cao có sức khỏe, thạo việc hình ngục, cử lấy làm Trung xa phủ lệnh. Cao đã giúp riêng công tử là Hồ Hợi, dạy Hồ Hợi xử hình ngục. Cao có tội lớn, vua Tần sai Mông Nghị dùng hình trị tội Cao. Nghị không dám trái pháp, xử Cao tội chết, trừ khỏi sổ quan hoạn. Thủy Hoàng vì thấy Cao chăm làm việc, tha cho, trao tước quan như cũ.

## Chính biến Sa Khâu
Năm 210 TCN, Tần Thủy Hoàng đi tuần du ở Kê Sơn, dẫn theo Hồ Hợi, Triệu Cao cùng với thừa tướng Lý Tư và tướng Mông Nghị. Đến tháng 8 năm đó, xa giá của ông ta đến Bình Nguyên thì Thủy Hoàng bệnh nặng, đến cung Sa Khâu thì bệnh tình đã nguy cấp, bèn viết chiếu triệu công tử cả là Phù Tô về kinh đô Hàm Dương để lo tang lễ và nối ngôi rồi cho Triệu Cao chuyển thư đi giao cho Mông Điềm (anh Mông Nghị, đang ở cùng Phù Tô), nhưng đột nhiên Thủy Hoàng lại qua đời, nên bức thư ấy lại được giữ ở trong chỗ của Triệu Cao.
Cái chết của Tần Thủy Hoàng chỉ có Triệu Cao, Lý Tư, Hồ Hợi và vài hoạn quan biết. Lý Tư thấy vua mất ở ngoài, không có thái tử chân chính, nên giấu kín việc ấy và đặt Thủy Hoàng trong cái xe mát, sinh hoạt như thường. Khi có ai tấu điều gì thì một viên hoạn quan ngồi trong xe chuẩn y lời tâu.
Triệu Cao thấy rằng công tử Phù Tô tin tưởng Mông Điềm, bèn tìm cách đổi di chiếu để Hồ Hợi lên ngôi. Ông nói với Hồ Hợi:
-"Hoàng đế mất, không có chiếu phong các con làm vương mà chỉ gửi thư cho con cả là Phù Tô, nếu Phù Tô đến Hàm Dương thì lập tức được lập làm hoàng đế. Còn ông không có một tấc đất, bây giờ làm thế nào?"
Sau đó ông bày mưu với Hồ Hợi sửa di chiếu, Hợi ban đầu không đồng ý, nhưng sau đó được ông thuyết phục nên đành nhận. Cao lại bàn với Lý Tư. Tư sợ khi Phù Tô lên ngôi sẽ dùng Mông Điềm mà bỏ mình, nên rốt cuộc nhận lời. Triệu Cao bèn giả di chiếu lập Hồ Hợi làm thái tử và giam Mông Nghị ở Đại Quận.

## Hại Phù Tô và anh em Mông Điềm
Sau khi làm giả di chiếu, Triệu Cao và Lý Tư làm thêm một tờ chiếu kể tội Mông Điềm và Phù Tô, ép hai người phải chết, và đem hết binh quyền của Mông Điềm giao cho Vương Ly (王離). Công tử Phù Tô không biết chuyện bèn tự sát, còn Mông Điềm không chịu, liền bị giam lỏng ở Dương Châu.
Triệu Cao, Lý Tư và Hồ Hợi biết tin, bèn trở về Hàm Dương, phát tang Tần Thủy Hoàng, sau đó Hồ Hợi lên nối ngôi, tức Tần Nhị Thế. Triệu Cao được thăng lên chức Lang Trung lệnh, phụ tá hoàng đế ở cung trung. Triệu Cao lại muốn giết anh em Mông Điềm để trả thù, bèn tâu với Tần Nhị Thế rằng Mông Nghị khi Tần Thủy Hoàng bị bệnh có tế cáo thần linh, sau đó thì Thủy Hoàng chết, và xin giết Mông Nghị. Tần Nhị Thế nghe theo, sai sứ đến Đại quận ép Mông Nghị tự sát, sau đó Nhị Thế lại sai sứ đến Dương Châu giết Mông Điềm.
Triệu Cao sau đó lại gièm pha với Tần Nhị Thế rằng các người con khác của Tần Thủy Hoàng và một số vị trọng thần rất đáng nghi, có thể làm loạn. Nhị Thế nghe lời Triệu Cao, xử tử mười hai vị công tử giữa chợ Hàm Dương, và xé thây mười người công chúa ở Đỗ Huyền. Riêng công tử Cao (公子高) không bị giết, cũng dâng thư xin Nhị Thế cho tuẫn táng chung với Thủy Hoàng và xin tha cho con cháu. Triệu Cao khuyên Nhị thế chấp nhận.

## Hãm hại Lý Tư
Triệu Cao mượn tay Tần Nhị Thế giết hại rất nhiều người không hợp với mình, nên bị nhiều người oán hận. Triệu Cao biết vậy, bèn dâng thư lên Nhị Thế, bảo:
-"Người ta quý thiên tử vì chỉ được nghe tiếng thôi, chứ bầy tôi không ai được thấy mặt. Cho nên nhà vua mới gọi là trẫm. Vả lại, bệ hạ tuổi còn trẻ, chưa chắc đã thông thạo các việc Nay nếu bệ hạ ngồi ở triều đình, thưởng phạt có điều gì không đúng thì sẽ bị cáo quan đại thần coi thường. Đó không phải là cách biểu thị sự thần minh với thiên hạ. Nếu bệ hạ chắp tay ngồi trong cung cấm, cùng thần và những người chầu chực thạo pháp lệnh, chờ có việc gì đưa đến sẽ cân nhắc xét đi xét lại, như vậy thì các quan đại thần không dám tâu việc nghi ngờ, thiên hạ sẽ ca ngợi là vị vua thánh."
Nhị Thế nghe theo lời Cao, không ngồi ở triều đình tiếp kiến đại thần mà ở trong cung cấm. Triệu Cao chầu chực cạnh Nhị Thế, nhân đó chiếm được hết quyền hành trong triều.
Lý Tư thấy vậy, muốn can ngăn, Triệu Cao bèn bảo Lý Tư hãy đợi lúc vua rảnh hãy tâu. Đến một hôm thấy Nhị Thế đang vui chơi với con gái, Cao bèn khuyên Tư tâu. Tư vào xin yết kiến ba lần làm Nhị Thế nổi giận. Nhân đó Triệu Cao gièm pha Lý Tư muốn tự lập làm vương, con ông ta là Thái thú Tam Xuyên Lý Do có tư thông với tướng khởi nghĩa Trần Thắng. Nhị Thế sợ không có chứng cứ, bèn sai người xét tình hình thái thú Tam Xuyên tư thông với bọn trộm cướp, từ đó không cho Lý Tư vào yết kiến nữa, Lý Tư bèn dâng thư hạch tội Triệu Cao với Nhị Thế. Nhị Thế vốn tin Triệu Cao, đem việc này nói lại với ông. Triệu Cao bảo:
-"Thừa tướng chỉ lo ngại một mình Cao mà thôi. Sau khi Cao đã chết, thừa tướng sẽ làm ngay việc Điền Hằng đã làm đấy."
Nhị Thế bèn giao Lý Tư cho Triệu Cao xét xử. Triệu Cao cho đánh Lý Tư hơn 100 trượng. Lý Tư uất ức, dâng thư bày tỏ với Nhị Thế, nhưng thư bị Triệu Cao vứt đi, sau đó bức ép Lý Tư nhận tội làm phản, rồi lấy cớ đó giết chết ông ta vào tháng 7 năm 209 TCN.

## Chỉ hươu làm ngựa
Sau khi Lý Tư bị giết, Tần Nhị Thế phong Triệu Cao làm Trung thừa tướng, tước An Vũ hầu, nắm hết quốc chính. Từ đó ông có mưu đồ làm loạn xưng vương, nhưng sợ lòng người không phục, bèn nghĩ cách thử lòng. Tháng 8 năm 207 TCN, ông cho người dắt con hươu đi qua dâng lên Nhị Thế và bảo đó là con ngựa. Nhị Thế cho rằng nó là con hươu nhưng nhiều đại thần đều hùa theo nói là ngựa, chỉ có một số ít không chịu, khẳng định là hươu nhưng không đáng kể. Nhị Thế tưởng là ngựa thật, nghĩ mình loạn óc, bèn vào Vọng Di cung trai giới. Còn những người nói thật đều bị Triệu Cao để bụng trả thù.

## Chính biến Vọng Di cung
Năm 209 TCN, Trần Thắng và Ngô Quảng khởi nghĩa ở Đại Trạch chống lại nhà Tần. Trần Thắng tự xưng là Trương Sở vương. Sau đó, một loạt nước chư hầu thời Chiến Quốc cũng tự xưng vương.
Năm 207 TCN, tướng Chương Hàm cầm quân vây thành Cự Lộc, tướng nước Sở là Hạng Vũ cầm đầu quân Sở đến cứu Cự Lộc, đánh tan quân của Vương Ly và Chương Hàm. Chương Hàm đánh bị thua mấy lần, Nhị Thế cho người đến trách Chương Hàm. Chương Hàm sợ tội, sai trưởng sử là Tư Mã Hân đến trình việc và tâu xin định đoạt. Triệu Cao không cho tiếp kiến, lại tỏ ra nghi ngờ muốn làm hại Tư Mã Hân, vì thế Tư Mã Hân khuyên Chương Hàm hàng Sở.
Bị Triệu Cao bức bách quá, Chương Hàm bèn đem binh đầu hàng chư hầu, cùng Hạng Vũ đi đánh Tần. Một cánh quân Sở khác do Lưu Bang chỉ huy cũng tiến gần đến Quan Trung.
Triệu Cao nhiều lần giấu Tần Nhị Thế việc thua trận, đến khi không giấu được nữa bèn tìm cách giết Nhị Thế, sau đó cầu hòa với Lưu Bang để được xưng vương. Ông bàn mưu với người con rể là Diễm Nhạc làm quan lệnh ở Hàm Dương và em là Triệu Thành phế Nhị Thế để lập em Nhị Thế là Tử Anh làm vua. Diễm Nhạc bèn đem quân vào Vọng Di cung ép Nhị Thế tự sát..

## Cái chết
Sau khi giết Nhị Thế, Triệu Cao muốn xưng vương ở Quan Trung, bèn bí mật liên lạc với Lưu Bang để xin cùng diệt nhà Tần và chia đôi Quan Trung. Để thực hiện mưu đồ này, ông lập Tần Tử Anh lên ngôi định sau sẽ giết chết.
Để tôn lập Anh, Triệu Cao triệu tập các đại thần lại nói rằng:
Nguyên trước Tần là một vương quốc, Thủy Hoàng làm vua cả thiên hạ nên xưng đế. Nay sáu nước lại tự lập, đất đai của Tần càng nhỏ đi, làm đế là chỉ có cái tên hão mà thôi, như thế không nên, nên làm vương như trước.
Và chỉ cho Tử Anh làm vương, sau đó bảo Tử Anh rằng trước khi ra thái miếu để nhận ấn làm vua, phải ăn chay 5 ngày. Tử Anh biết ý đồ của Triệu Cao muốn thừa cơ hại mình, bèn bàn với hai người con và hoạn quan Hàm Đàn:
Thừa tướng Triệu Cao giết Nhị Thế ở "Vọng di cung", sợ bị quần thần giết nên giả vờ lập ta. Ta nghe nói Triệu Cao đã giao ước với Sở tiêu diệt dòng họ nhà Tần và làm vương ở Quan Trung. Nay ông ta bảo ta ăn chay ra miếu tức là muốn nhân đấy giết ta ở trong miếu. Ta cáo bệnh không đi, thừa tướng thế nào cũng thân hành đến, khi đến thì ta sẽ giết.
Tử Anh bèn giả cách cáo ốm, không ra làm lễ trai giới. Triệu Cao sai người mời Tử Anh mấy lần không được, đành thân hành đến tận nơi gặp ông nói:
Việc tôn miếu là việc quan trọng. Tại sao nhà vua lại không đi ?
Hàm Đàn bất ngờ cầm giáo đâm chết Triệu Cao ở trai cung. Sau đó Tử Anh ra lệnh giết ba họ Triệu Cao.
Triệu Cao mất năm 207 TCN, khoảng 50 tuổi. 40 ngày sau cái chết của ông, nhà Tần cũng chính thức chấm dứt.

## Liên hệ trong luật Hồng Đức
Việc làm chỉ hươu làm ngựa của Triệu Cao cũng được ghi vào một điều luật (điều 33 quyển 5, chương Trá ngụy) trong bộ luật Hồng Đức thời Hậu Lê (Việt Nam) như sau:
"Bề tôi tâu việc mà dối trá (dâng sổ sách hay dâng thư cũng vậy) thì xử tội lưu hay tội chết, nghĩa là nói dối vua những việc phi lý như là chỉ con hươu mà nói là con ngựa của Triệu Cao đời nhà Tần. Nếu việc nhẹ, thì xử tội tâu vua không thật. Dối trá quan đại thần thì xử nhẹ hơn tội trên ba bậc, dối quan bản quản thì chiếu theo phẩm mà luận tội giảm một bậc".
Như vậy, nếu như Triệu Cao sống vào thời Hậu Lê thì việc làm chỉ hươu làm ngựa của ông có thể khiến ông bị xử chết.

## Trong văn hóa đại chúng
Triệu Cao xuất hiện trong hồi thứ 107 bộ tiểu thuyết Đông Chu liệt quốc của Phùng Mộng Long: Dâng địa đồ, Kinh Kha náo Tần đình. Bàn binh pháp, Vương Tiễn thay Lý Tín. Theo đó thì chính Triệu Cao là người nhắc cho Tần Thủy Hoàng lấy được kiếm ra khỏi vỏ khi bị Kinh Kha ám sát, nhờ đó giết được Kha. Bởi công lao đó, ông được phong làm Lang trung lệnh.
Nhân vật Triệu Cao xuất hiện trong nhiều bộ phim truyền hình nói về thời Hán Sở:
- Sở Hán phong vân (2003) do Vương Cương thủ vai
- Thần thoại (2010) do sự thể hiện của Trương Thế
- Phim Cỗ Máy Thời Gian (2001) do Vương Vĩ Lương đảm nhận
- Phim hoạt hình Tần Thời Minh Nguyệt của hãng Huyền Cơ